# Prvenstvo Anglije 1884
Prvenstvo Anglije 1884 v tenisu.

## Moški posamično
William Renshaw :  Herbert Lawford  6-0 6-4 9-7

## Ženske posamično
Maud Watson :  Lilian Watson  6-8, 6-3, 6-3

## Moške dvojice
William Renshaw /  Ernest Renshaw :  Ernest Lewis /  Teddy Williams, 6–3, 6–1, 1–6, 6–4